# Гнев
Гнев (пол. Gniew, каш. Gniéw, нім. Mewe) — місто в північній Польщі, у місці впадання річки Вєжиця у Віслу. Адміністративний центр гміни Гнев.
Належить до Тчевського повіту Поморського воєводства.

## Демографія
Демографічна структура станом на 31 березня 2011 року:
|          | Загалом | Допрацездатний вік | Працездатний вік | Постпрацездатний вік |
| -------- | ------- | ------------------ | ---------------- | -------------------- |
| Чоловіки | 3336    | 655                | 2323             | 358                  |
| Жінки    | 3563    | 629                | 2109             | 825                  |
| Разом    | 6899    | 1284               | 4432             | 1183                 |

## Міста-партнери
Має партнерські зв'язки з українським містом:
- Кам'янець-Подільський